# پیر پالماد
پیر پالماد (به انگلیسی: Pierre Palmade) (زاده ۲۳ مارس ۱۹۶۸) بازیگر، کمدین فرانسوی است.
از فیلم‌های معروف او می‌توان به بازی در فیلم آستریکس و اوبلیکس گرفتن سزار و بله اشاره کرد.